# Podocarpus brownii
Podocarpus brownii là một loài thực vật hạt trần trong họ Podocarpaceae. Loài này được C.E. Bertrand mô tả khoa học đầu tiên năm 1974.